# Ziemia Częstochowska
«Ziemia Częstochowska» («Ченстоховская земля») — междисциплинарный научный журнал, ежегодник освещающий историю, археологию, этнографию и природу Ченстоховского региона.
Журнал был основан в Ченстохове в 1934 году по инициативе Общества поддержки региональной культуры (Towarzystwo Popierania Kultury Regionalnej). С 1979 года издателем журнала является Ченстоховское научное общество.